# IEC 61131-3
IEC 61131-3（あい・いぃ・しぃ - ）とは、国際電気標準会議（IEC）が発行したPLC用標準規格 IEC 61131シリーズの第3部（全10部）である。1993年12月に初版が発行され、現行版は2013年2月に改訂された第3版である。また、それを元にJISでもJIS B 3501が制定されている。
第3部はプログラミング言語仕様を定義したものであり、PLCの基本的なソフトウェア・アーキテクチャとそこで利用できる以下の5種類のプログラム言語を定義したものである。
- ラダー・ダイアグラム（LD言語）
- ファンクション・ブロック・ダイアグラム（FBD言語）
- ストラクチャード・テキスト（ST言語）
- インストラクション・リスト（IL言語）
- シーケンシャル・ファンクション・チャート（SFC言語）

## プログラムの例

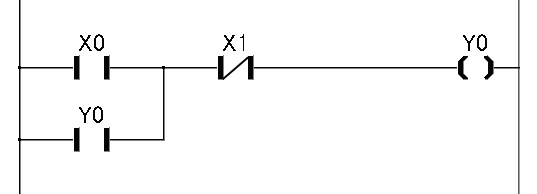
ラダー・ダイアグラム
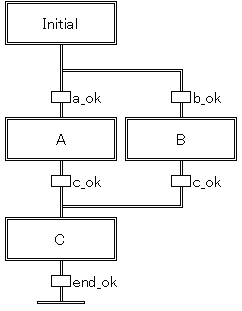
シーケンシャル・ファンクション・チャート
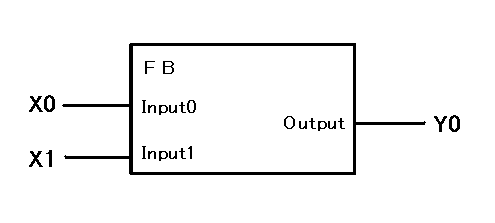
ファンクション・ブロック
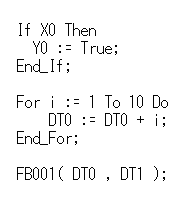
ストラクチャード・テキスト